# Monarca canadenc
El monarca canadenc o la monarquia del Canadà, és el sistema constitucional de govern en què un monarca hereditari és el sobirà i cap d'Estat del Canadà, i que és el fonament del sistema parlamentari del país. Els termes "la Corona en dret del Canadà", "Sa Majestat en dret del Canadà" o "el Rei en dret del Canadà" també poden utilitzar-se per referir-se al govern executiu sencer del Canadà. Tot i que la Corona Canadenca té les seves arrels en les corones britànica i francesa, ha evolucionat amb el pas dels segles per convertir-se en una institució clarament canadenca, representada pels símbols reials canadencs i col·loquialment coneguda com la "Corona del Maple"; un terme encunyat pel governador general Albert Grey el 1905.
El monarca actual és Carles III, oficialment el Rei del Canadà (King of Canada en anglès i Roi du Canada en francès) que ha regnat des del 8 de setembre de 2022. Ell, els seus consorts i els altres membres de la Família Reial Canadenca tenen diverses funcions al Canadà i a l'estranger. Tanmateix, el Rei és l'únic membre de la Família Reial amb un paper constitucional que ostenta la màxima autoritat executiva, tot i que la seva prerrogativa reial està limitada per les lleis aprovades per ell al parlament i per les convencions i precedents, delegant l'exercici diari del poder executiu al seu gabinet. Tot i que alguns poders pertanyen només al monarca, la majoria de les tasques reials constitucionals i cerimonials al Canadà són portades a terme pel seu representant, el governador general del Canadà; com a tal, el governador general és sovint conegut com el cap d'Estat de facto. A cadascuna de les províncies canadenques el monarca hi és representat pel governador-lloctinent. Els territoris canadencs, tanmateix, no són sobirans, i per tant, no hi ha cap representant reial.
El monarca canadenc, a més de regnar al Canadà, també és el monarca de cadascun dels altres quinze països de la Commonwealth de Nacions coneguts com els reialmes de la Commonwealth. Això és degut al desenvolupament de la relació colonial d'aquests països amb la Gran Bretanya, però en l'actualitat són independents els uns dels altres i el monarca, tot i ser el mateix, constitucionalment i legalment té característiques diferents.